# Vacherin glacé

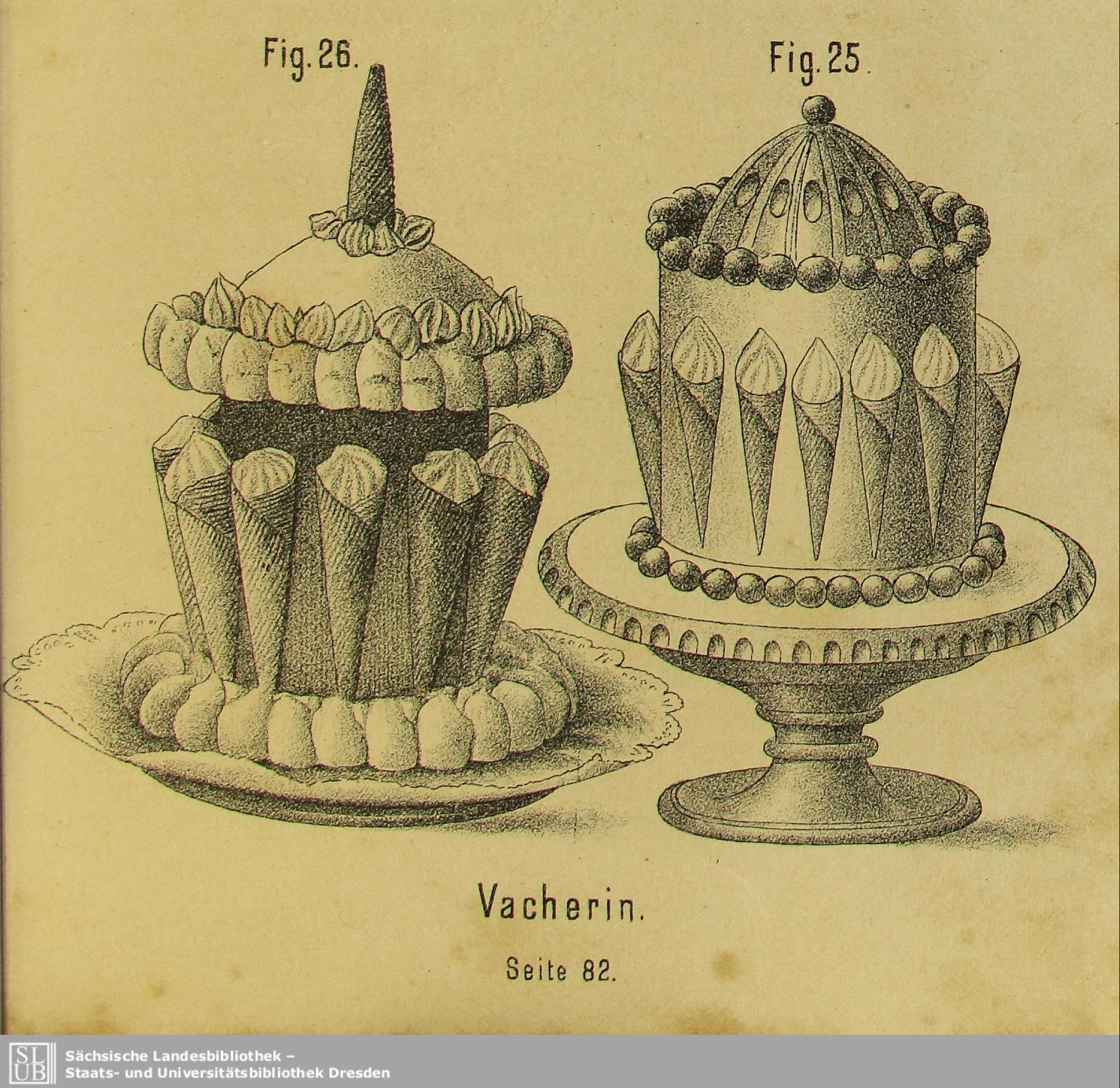
Vacherin (um 1893)

Vacherin ist eine Baisertorte, die ihren Namen dem Käse Vacherin verdankt, der in der Schweiz und Franche-Comté hergestellt wird und an dessen Form und Farbe sie erinnert. Das ursprüngliche Vacherin war ein aus Mandelpaste hergestelltes, napfförmiges Timbale, das mit Creme gefüllt wurde. Im Laufe der Jahrhunderte haben sich jedoch unter diesem Namen verschiedene Zubereitungen etabliert, deren Optik nicht mehr auf einen Vacherin-Käse schließen lassen.
Ein heute klassisches Vacherin besteht aus übereinander angeordneten Ringen aus Baiser, die mit Eiscreme (in einer oder mehreren Geschmacksrichtungen) gefüllt sind (franz. Vacherin glacé). Für eine weitere Variation des Vacherins werden Baiserringe auf einem Tortenboden aufgebaut und Crème Chantilly eingefüllt. Der Creme können frisches oder kandiertes Obst, mit Likör getränkter Biskuit, glasierte Maronen usw. hinzugefügt werden. Das Dessert wird auch mit kandierten Blumen oder Früchten und Zuckerperlen dekoriert. Vacherin entspricht in etwa der österreichischen Spanischen Windtorte.

## Geschichte
Die Erfindung des süßen Vacherins wird Antoine Carême zugeschrieben, da die Art an üppigen Dekorationen seinem Stil entsprechen. Mitte des 19. Jahrhunderts differenzierte sein Schüler Jules Gouffé: „Vacherin besteht manchmal aus Meringues anstelle von Mandelpaste, aber dann ist es nicht mehr das ursprüngliche Schweizer Vacherin.“ Für das Schweizer Vacherin wurde aus einer Mandelpaste ein becherförmiges Teiggehäuse hergestellt und gebacken, danach mit Vanille-Creme (oder Crème double mit Kaffee- oder Schokoladensirup bzw. mit Fruchtmark) gefüllt. Seitdem haben viele Konditoren das Vacherin zu ihrem unverkennbaren Dessert gemacht, indem sie sich neue kreative Formen ausdachten, einschließlich Rechtecken und Kugeln, und die traditionellen Erdbeeren oder Himbeeren durch exotische Früchte und Sorbets ersetzten.
1893 veröffentlichte der „Schweizerzuckerbäcker“ Giacomo Perini ein Rezept für ein Vacherin, hergestellt aus einer „Walze“ aus Mandelteig, die in einen passenden Ring aus Baiser gesteckt, mit Erdbeercreme befüllt und mit einem zweiten Baiserring abgedeckt wurde. Tütchen aus dem gleichen Mandelteig wurden dekorativ rundherum mit Karamell befestigt. Die Pavlova, ein Baiser-Kuchen mit Früchten aus dem frühen zwanzigsten Jahrhundert, kann als eine Iteration des ursprünglichen Vacherins angesehen werden.